# Episodi di Sara e Marti (prima stagione)
La prima stagione della serie televisiva Sara e Marti, composta da 20 episodi, è andata in onda in prima visione dal 5 febbraio al 2 marzo 2018 su Disney Channel. 
| n° | Titolo                               | Prima TV Italia  |
| -- | ------------------------------------ | ---------------- |
| 1  | Welcome to Bevagna                   | 5 febbraio 2018  |
| 2  | Amici o nemici?                      | 6 febbraio 2019  |
| 3  | Ognuno ha il suo talento             | 7 febbraio 2018  |
| 4  | Ritorno in pedana                    | 8 febbraio 2018  |
| 5  | Ride bene chi ride ultimo            | 9 febbraio 2018  |
| 6  | Cos'è l'amore?                       | 12 febbraio 2018 |
| 7  | Fidarsi è bene, non fidarsi è meglio | 13 febbraio 2018 |
| 8  | Una giornata da ricordare            | 14 febbraio 2018 |
| 9  | Quello che non ti aspetti            | 15 febbraio 2018 |
| 10 | Incidenti di percorso                | 16 febbraio 2018 |
| 11 | Le cose cambiano                     | 19 febbraio 2018 |
| 12 | Chi la fa l'aspetti                  | 20 febbraio 2018 |
| 13 | Mi fido di te                        | 21 febbraio 2018 |
| 14 | L'appuntamento del secolo            | 22 febbraio 2018 |
| 15 | Non arrenderti mai                   | 23 febbraio 2018 |
| 16 | L'amore s'impara?                    | 26 febbraio 2018 |
| 17 | Il nostro posto qual è?              | 27 febbraio 2018 |
| 18 | Quello che conta                     | 28 febbraio 2018 |
| 19 | Gli esami finiscono sempre           | 1 marzo 2018     |
| 20 | Riprendiamo da qui                   | 2 marzo 2018     |